# Trichognathella schoenlandi
Trichognathella schoenlandi is een spinnensoort uit de familie van de vogelspinnen (Theraphosidae).
De wetenschappelijke naam van de soort werd in 1900 als Pterinochlus schönlandi gepubliceerd door Reginald Innes Pocock.